# Hydatopsyche decepta
Hydatopsyche decepta är en nattsländeart som beskrevs av Banks 1939. Hydatopsyche decepta ingår i släktet Hydatopsyche och familjen ryssjenattsländor. Inga underarter finns listade i Catalogue of Life.